# King Danforth Retires
King Danforth Retires è un cortometraggio muto del 1913. Il nome del regista non viene riportato nei credit del film, prodotto dalla Independent Moving Pictures Co. of America (IMP).

## Produzione
Il film fu prodotto dall'Independent Moving Pictures Co. of America (IMP).

## Distribuzione
Il film - un cortometraggio di 150 metri - uscì nelle sale cinematografiche USA il 27 febbraio 1913, distribuito dall'Universal Film Manufacturing Company.